# Peter Mandrup Lem
Peter Mandrup Lem (født 1758 eller 1760 i København, død 12. januar 1828 sammesteds) var en dansk violinvirtuos.
Lem fik sin første uddannelse af sin fader, derefter af koncertmester Johann Hartmann; han gjorde allerede opsigt som barn og havde sin egentlige debut som koncertspiller 1770 i Det musikalske Selskab. Året efter rejste han med kongelig understøttelse til udlandet for at søge videre uddannelse, opholdt sig navnlig i Wien og Italien, og vendte 1783 tilbage til København, fik 1785 fast ansættelse i Det Kongelige Kapel og efterfulgte 1793 Hartmann som koncertmester. Kort efter blev han udnævnt til professor.
Lems betydning for koncertlivets udvikling i København har været meget betydelig og banebrydende i flere retninger. Ikke alene som virtuos og solist indtog han en fremragende stilling – hvad man særlig beundrede hos ham var hans overordentlige færdighed, hans ualmindelig elegante buestrøg og smagfulde foredrag – også som kammermusikspiller og leder af Det harmoniske Selskabs koncerter indlagde han sig store fortjenester, og ikke mindre som lærer for de unge.
Blandt hans kompositioner omtales af samtiden både symfonier, violinkoncerter, klaversagér, et oratorium med mere; men intet af alt dette vides at være bevaret.